# السيد السكران
السيد السكران (بالصينية: 醉拳) هو فيلم حركة صدر في سنة 1978. من بطولة جاكي شان.

## وصلات خارجية
- السيد السكران على موقع IMDb (الإنجليزية)
- السيد السكران على موقع روتن توميتوز (الإنجليزية)
- السيد السكران على موقع نتفليكس (الإنجليزية)
- السيد السكران على موقع Turner Classic Movies (الإنجليزية)
- السيد السكران على موقع أول موفي (الإنجليزية)
- السيد السكران على موقع فيلمافينيتي (الإسبانية)
- السيد السكران على موقع قاعدة بيانات الفيلم (الإنجليزية)
- السيد السكران على موقع ليتربوكسد (الإنجليزية)
- السيد السكران على موقع كينوبويسك (الروسية)
- السيد السكران على موقع ألو سيني (الفرنسية)